# P. J. Wolfson
Pour les articles homonymes, voir Wolfson.
P. J. Wolfson, (New York, 22 mai 1903 - Woodland Hills, Los Angeles, 16 avril 1979), né Pincus Jacob Wolfson, est un écrivain américain devenu scénariste et producteur de cinéma.

## Biographie
Pincus Jacob Wolfson est né d'immigrants juifs russes à New York. Son père a travaillé comme plombier et il a étudié la pharmacie à l'Université Fordham. Alors qu'il travaillait plus tard dans une pharmacie au Madison Square Garden, il a écrit ses premiers romans. Wolfson publie son premier roman Bodies Are Dust en 1931. Son succès ainsi que celui des 3 suivants l’amène à travailler comme scénariste etproducteur à Hollywood. Jusqu’à la fin de sa vie, il travaille pour les plus grandes sociétés de production Metro-Goldwyn-Mayer, RKO Pictures, Columbia Pictures, Paramount Pictures… Il écrit de très nombreux scénarios pour le cinéma et la télévision.
Bodies Are Dust, publié à 2 reprises en français sous 2 titres différents, est qualifié de «chef-d'œuvre» par Jean-Patrick Manchette

## Œuvres

### Romans
- Bodies Are Dust (1931) Traduit par Marcel Duhamel, il est publié en français sous le titre Corps perdus, Paris, Gallimard, Coll. Les Livres, 1934, puis en feuilleton dans le journal Combat, à partir du 6 août 1946, sous le titre Les corps sont poussière[3]. Réédition sous le titre À nos amours, Paris, Série noire no 73, 1950, réédition La Poche noire no 84, 1969, réédition Folio policier no 316, 2003.
- Summer Hotel, 1932
- All Women Die, 1933
- My Dflesh of Brass, 1934
- How Sharp the Point, 1959 Publié en français sous le titre Bataille de coqs, Paris, Gallimard, Série noire no 1178, 1968.

## Filmographie partielle

### Comme réalisateur
P. J. Wolfson réalise un seul film  : 
- 1939 : Boy Slaves avec Anne Shirley

### Comme scénariste
- 1932 : 70,000 Witnesses de Ralph Murphy
- 1933 : The Girl in 419 d'Alexander Hall et George Somnes (en)
- 1933 : Moi et le Baron (Meet the Baron) de Walter Lang
- 1933 : Un danger public (Picture Snatcher) de Lloyd Bacon avec James Cagney
- 1933 : Le Tourbillon de la danse de Robert Z. Leonard avec Joan Crawford et Clark Gable
- 1935 : Imprudente Jeunesse de Victor Fleming avec Jean Harlow et William Powell
- 1935 : Code secret (Rendezvous) de William K. Howard
- 1935 : Les Mains d'Orlac de Karl Freund avec Peter Lorre et Frances Drake
- 1936 : Carolyn veut divorcer de Leigh Jason avec Barbara Stanwyck, Gene Raymond et Robert Young
- 1936 : Madame consent (The Lady Consents) de  Stephen Roberts avec Ann Harding
- 1936 : L'Homme nu (Love on a Bet) de Leigh Jason
- 1936 : Adieu Paris, bonjour New York (That Girl from Paris) de Leigh Jason
- 1937 : L'Entreprenant Monsieur Petrov de Mark Sandrich avec Fred Astaire et Ginger Rogers
- 1937 : Les Démons de la mer (Sea Devils) de Benjamin Stoloff avec Victor McLaglen et Preston Foster
- 1938 : Mariage incognito de George Stevens avec Ginger Rogers et James Stewart
- 1939 : Le Premier Rebelle de William A. Seiter avec Claire Trevor et John Wayne
- 1940 : L'Angoisse d'une nuit (Vigil in the Night), de George Stevens, avec Carole Lombard et Brian Aherne
- 1940 : Et l'amour vint... de Alexander Hall avec Loretta Young et Melvyn Douglas
- 1942 : Embrassons la mariée de Alexander Hall avec Joan Crawford et Melvyn Douglas
- 1942 : Pacific Rendezvous de George Sidney avec Lee Bowman et Jean Rogers
- 1947 : Ma femme, la capitaine (Suddenly, It's Spring) de Mitchell Leisen avec Paulette Goddard et Fred MacMurray
- 1947 : Les Exploits de Pearl White de George Marshall avec Betty Hutton et John Lund
- 1948 : Trafic à Saïgon de Leslie Fenton avec Alan Ladd et Veronica Lake

### Comme producteur
- 1938 : Miss Manton est folle de Leigh Jason avec Barbara Stanwyck et Henry Fonda
- 1939 : Boy Slaves qu’il réalise
- 1939 : Le Premier Rebelle dont il écrit le scénario
- 1948 : Trafic à Saïgon dont il écrit le scénario
- 1952 : I Married Joan, série télévisée dont il produit 30 épisodes entre 1952 et 1955